# Eve's Hangout
Pour les articles homonymes, voir Hangout.
Le Eve's Hangout était un célèbre salon de thé lesbien new-yorkais ouvert en 1925 par la féministe polonaise Eva Kotchever et la peintre suédoise Ruth Norlander à Greenwich Village. Le lieu était populairement appelé le "Eve Adams' Tearoom", jeu de mots provocateur entre les prénoms bibliques "Eve" et "Adam".  

## Histoire

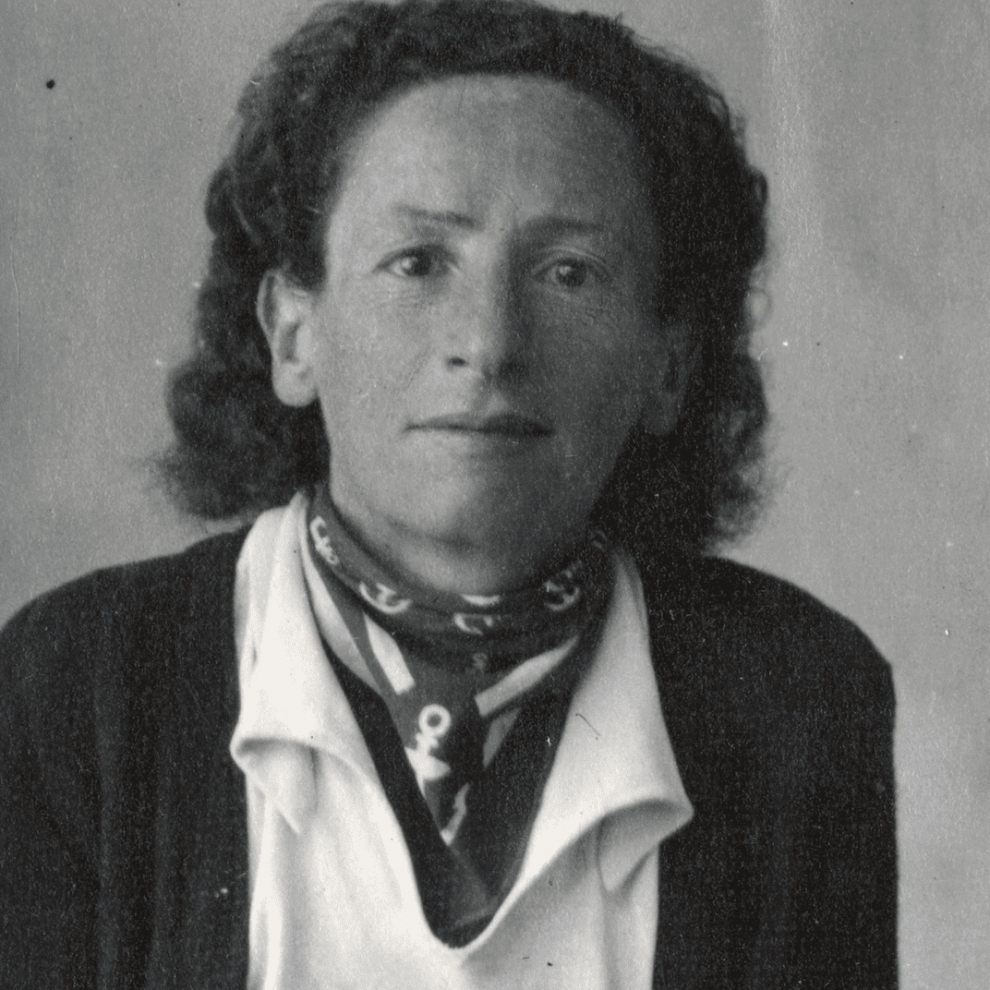
Eva Kotchever (1891-1942), fondatrice.

Après avoir tenu le Gray Cottage à Chicago dans les années 1920, un bar gay-friendly et anarchiste, Eva Kotchever et Ruth Norlander s'installent dans la ville de New York, près de Washington Square. 
En 1925, le couple fonde le Eve's Hangout au sous-sol du 129, MacDougal street. Cette rue est réputée pour être au cœur de la bohème intellectuelle new-yorkaise et Greenwich Village est devenu un quartier phare de Manhattan pour la communauté gay et lesbienne. 
A l'entrée, Kotchever appose une pancarte qui indique « Men are admitted but not welcome » (« Les hommes sont admis, mais pas les bienvenus ») . Ce panneau marque l'histoire du lieu et restera célèbre. 
Le Eve's Hangout devient un refuge pour les lesbiennes, mais également pour les migrants et les classes populaires. Très rapidement, les intellectuels comme Emma Goldman, amie d'Eva Kotchever, le rendent populaire. Le lieu devient un club où les artistes se retrouvent, comme Henry Miller, June Miller, Anaïs Nin ou Berenice Abbott, notamment le soir après les représentations de théâtre, nombreuses à l'époque autour de Washington Square.  
Eva Kotchever, qui organise dans son café des concerts, des lectures, des rencontres où on parle de l'amour entre femmes, de politique et d'idées libérales, devient une figure du « Village »,. Son établissement est l'un des plus prisés et ouverts de l'époque.

## Raid policier et fermeture
Certains journaux conservateurs, tel le Greenwich Village Quill qui le définit sous la plume de Bobby Adward comme un lieu « where ladies prefer each other. Not very healthy for she-adolescents, nor comfortable for he-men » (« Où les femmes se préfèrent. Pas très sain pour les adolescentes, ni comfortable pour les vrais hommes »), s'offusquent la popularité du Hangout. L'un des voisins aurait également appelé la police, de telle sorte que, le 11 juin 1926, la Vice Squad (brigade des mœurs du NYPD) fait une descente dans le bar, épaulée par la jeune détective Margaret Leonard. Le livre Lesbian Love, écrit par Kotchever sous le nom de plume d'Evelyn Addams, devient le prétexte pour arrêter Kotchever : elle est inculpée et reconnue coupable d'« obscénité » et de « conduite désordonnée ». 
Le bar ne survit pas à l'arrestation de sa patronne et le Eve's Hangout doit fermer rapidement. En 1927, Kotchever est expulsée des États-Unis vers l'Europe, mais Greenwich Village ne l'oublie pas.
A Paris, sans Ruth Norlander restée à New York, Kotchever ouvre un autre club lesbien, le Boudoir de l'Amour à Montmartre[source insuffisante] et devient une fidèle du Dôme, lieu de rendez-vous des artistes à Montparnasse, comme Pablo Picasso mais également des intellectuels américains, tels Miller et Anaïs Nin, qu'elle avait accueillis au Eve's Hangout.  
Pendant la Seconde Guerre mondiale, Eva Kotchever est arrêtée par la police française à Nice avant son départ en bateau vers la Palestine où vivait sa famille. Internée au camp de Drancy, le convoi n° 63 du 17 décembre la déporte à Auschwitz où elle est assassinée avec sa compagne, la résistante allemande Hella Soldner.  

## Postérité

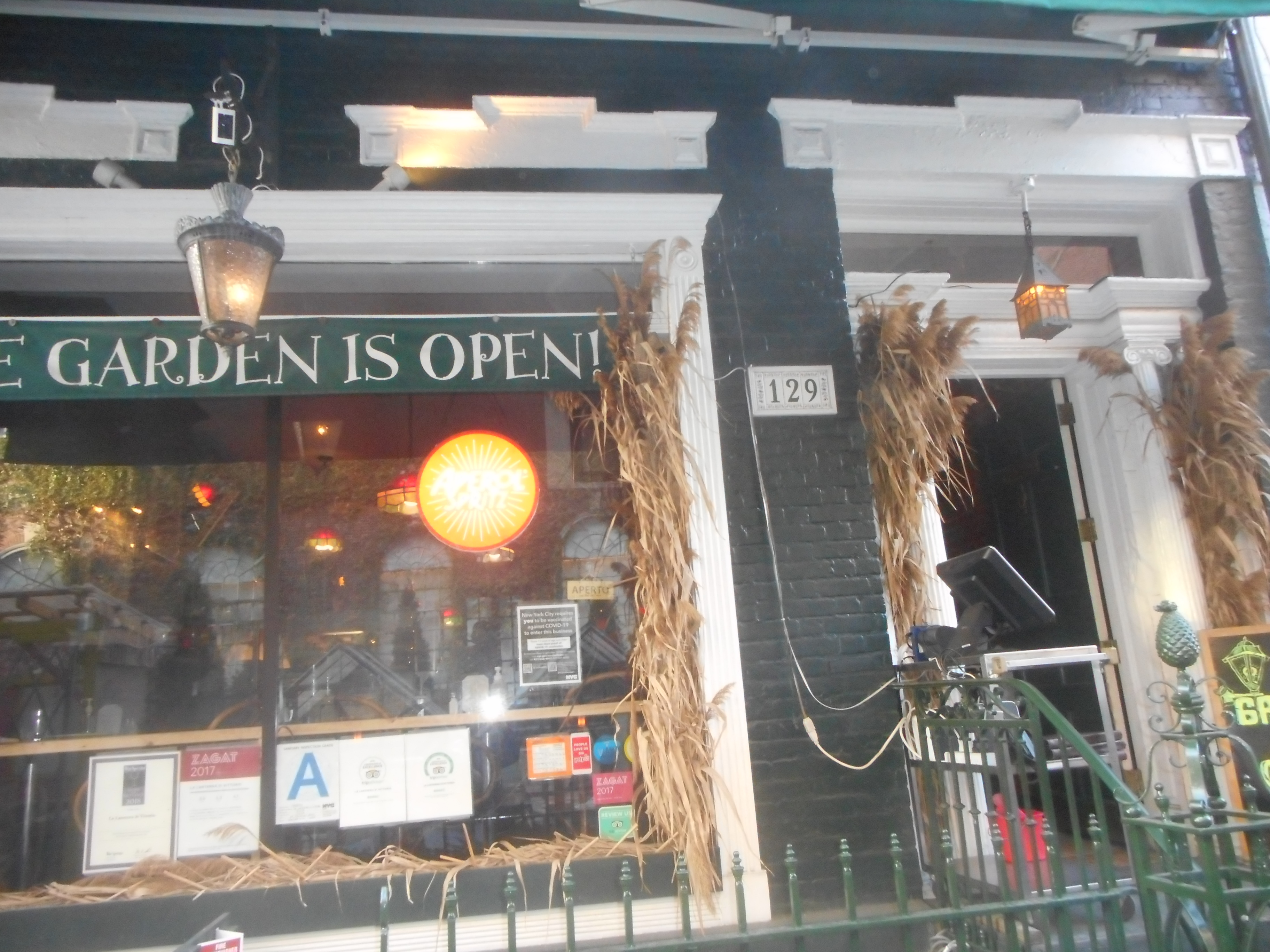
L'endroit où se tenait précédemment le Eve's Hangout à New York.

Le Eve's Hangout est considéré comme l'un des premiers bars lesbiens aux États-Unis,,.   
La descente de police que le club a subi en 1926 est considérée comme précurseur de celle qui aura lieu plus tard au Stonewall Inn, et l'un des premiers cas de lesbophobie officielle. 
La dramaturge new-yorkaise Barbara Kahn a écrit une pièce de théâtre et une comédie musicale, "Unreachable Eden" sur l'histoire du Eve's Hangout,,. 
L'artiste féministe Gwen Shockey a inclus le lieu dans le cadre du projet Adresses project
Depuis novembre 2019, l'University of Pittsburgh propose Tea time with Eve, programmation mensuelle autour du projet Eve Addams Tearoom Memorial Browsing Shelf .

## Patrimoine et tourisme
Le bâtiment historique du Eve's Hangout a été construit entre 1828 et 1829. 
Il est inscrit au registre du patrimoine historique de New York et reconnu au niveau fédéral par le National Park Service. 
C'est un des rares exemples de maison de ville de style fédéral subsistant à Manhattan. 
Le lieu est présent dans les tours de l'office de tourisme américain officiel et fait partie des étapes du tourisme LGBT de New York, notamment pour les visiteurs européens,. 
De nos jours, l'immeuble accueille un restaurant italien au premier niveau, nommé La Lanterna di Vittorio, et une boîte de jazz au sous-sol, le Bar Next Door,. 

## Voir également
- Eva Kotchever
- Greenwich Village
- Bar lesbien
- Histoire des LGBT aux États-Unis